# 日高町站

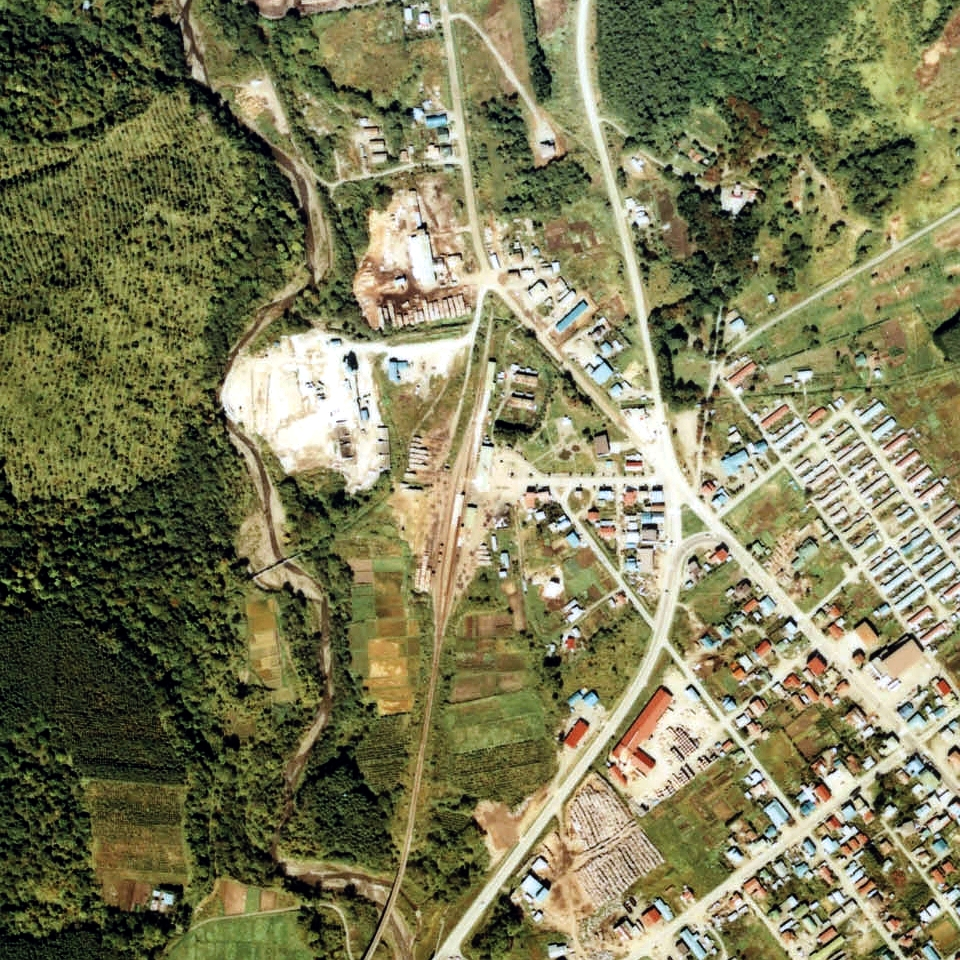
1977年的日高町站與方圓約750米範圍。下方是鵡川方向。

日高町站（日语：／ Hidakachō eki */?）是位於北海道沙流郡日高町字日高，日本國有鐵道的富內線車站（廢站）。隨著富內線廢除，車站在1986年（昭和61年）11月1日廢除。

## 歷史
- 1964年（昭和39年）11月5日 - 國有鐵道富內線振內站至此站之間開通，此站啟用[1]。當時為一般車站[1]。
- 1982年（昭和57年）11月15日 - 結束處理貨物[1]。
- 1984年（昭和59年）2月1日 - 結束處理行李[1]。
- 1986年（昭和61年）11月1日 - 富內線全線廢除，此站也廢除[2]。

## 車站構造
截至車站廢除前，此站是地面車站，設有1面2線的島式月台。此站是富內線的終點站。車站大樓一方（東邊）和外側（西邊）均設有上下行共用線（沒有月台編號）。兩線於月台端匯合。另外上述兩線外，站內還有2條副本線。車站大樓側設有貨運單式月台（側線）。
此站是職員配置站。車站大樓位於站內東邊，鄰接月台北邊，站內設有站內平交道。車站大樓是鋼架平房，大樓風格比較現代化。
站前左手邊設有公園，該處設有樹齡達1,500年的巨型東北紅豆杉，也設置了日高町特產的銘石。
原本計劃此站繼續延伸至根室本線金山站，途經占冠站。可是建設延伸部分時被暫停，直至廢線而還未開通。
貨運列車方面，主要的貨物都是裝載木材。

## 站名的由來
車站名稱取自所在地名「沙流郡日高町」。

## 使用狀況
- 在1981年度（昭和56年度），1日上下車人次為94人[3]。

## 車站周邊
- 國道237號（日高國道）
- 國道274號（穗別國道/石勝樹海路）
- 北海道道847號三岩日高線（日语：北海道道847号三岩日高線）
- 道之驛樹海路日高（日语：道の駅樹海ロード日高）
- 日高町公所日高綜合分所（舊・日高町公所）
- 門別警署（日语：門別警察署）日高駐在所
- 日高郵局
- 北海道日高高等學校（日语：北海道日高高等学校）
- 日高町立日高中學
- 日高町立日高小學
- 日高神社
- 苫小牧信用金庫（日语：苫小牧信用金庫）日高代理店
- 平取農業協同組合（JA平取）日高分所
- 沙流川溫泉（日语：沙流川温泉）
- 國立日高青少年自然之家（日语：国立日高青少年自然の家）
- 日高山岳別墅公園（日语：日高山岳ビラパーク） - 園內展出了9600型蒸汽機車79616號機[5]。曾經在另一個場所設置了國鐵OHa36形（日语：国鉄オハ35系客車#オハ36形）OHa36 118、NaRoNe21形（日语：国鉄20系客車#ナロネ21形）NaRoNe21 101、NaRoNe21 1173卡客車，上述客車營運SL酒店（日语：SLホテル），後來結業。只有79616號機遷移至該處，客車全被撤走[5]。
- 沙流川[6]
- 道南巴士（日语：道南バス）日高營業所

## 現況
在廢站後，車站大樓變成了農協的設施，但是後來被撤走。截至1999年（平成11年），車站遺址變成只有草原的空地，部分用地為農協設施。截至2011年（平成23年），車站遺址設置了「國鐵富內線之蹟」之石碑。站前道路的氣氛還保留著。截至2018年（平成30年），部分於日高町站內使用的鐵路用品（包括時間表和車費表等），均遷移至沙流川溫泉的日高高原莊之別館大堂處作展示。
截至1999年（平成11年），車站遺址靠近鵡川一方之路軌遺址還保留「14‰」的斜度標。

## 相鄰車站
日本國有鐵道
富內線
日高三岡－日高町

## 注腳
1. 1 2 3 4 5 6  石野哲（編）. . JTB. 1998: 866. ISBN 978-4-533-02980-6 （日语）.
2. 1 2  . 官報. 1986-10-14 （日语）.
3. 1 2 3 4 5  書籍《国鉄全線各駅停車1 北海道690駅》（小學館，1983年7月發行）108頁。
4. 1 2 3  書籍《終着駅 国鉄全132》（雄雞社，1980年10月發行）56頁。
5. 1 2  書籍《蒸気機関車完全名鑑 ビジュアル改訂版》（廣濟堂Best Book，2011年1月發行）55頁。
6. ↑  書籍《北海道道路地図 改訂版》（地勢堂，1980年3月發行）11頁。
7. 1 2 3  書籍《北海道の鉄道廃線跡》（著：本久公洋，北海道新聞社，2011年9月發行）92-94頁。
8. 1 2  書籍《鉄道廃線跡を歩くVII》（JTB出版，2000年1月發行）66-67頁。